# PostNord Danmark Rundt 2025
Danmark Rundt 2025 (eller PostNord Danmark Rundt 2025 af sponsorårsager) var den 34. udgave af det danske etapeløb Danmark Rundt. Cykelløbets fem etaper blev kørt fra 12. til 16. august 2025. For første gang i løbets historie blev etape kørt på Bornholm, efter at det den 27. november 2024 blev offentliggjort, at første etape ville blive afholdt der. Løbets endelig rute blev præsenteret den 24. februar 2025. Løbet var en del af UCI ProSeries 2025.

## Etaperne
| Etape    | Dato     | Start – Mål             | type          | Afstand (km) | Elevation (m) | Etapevinder       | Førende rytter |
| -------- | -------- | ----------------------- | ------------- | ------------ | ------------- | ----------------- | -------------- |
| 1. etape | 12. aug. | Nexø – Rønne            | kuperet etape | 178,6        | 1.700 m       | Mads Pedersen     | Mads Pedersen  |
| 2. etape | 13. aug. | Rødovre – Bagsværd      | flad etape    | 110,64       | 750 m         | Søren Wærenskjold | Mads Pedersen  |
| 3. etape | 14. aug. | Kerteminde – Kerteminde | enkeltstart   | 14,29        | 68 m          | Jakob Söderqvist  | Mads Pedersen  |
| 4. etape | 15. aug. | Svendborg – Vejle       | kuperet etape | 227,25       | 1.941 m       | Mads Pedersen     | Mads Pedersen  |
| 5. etape | 16. aug. | Hobro – Silkeborg       | flad etape    | 157,62       | 1.535 m       | Mads Pedersen     | Mads Pedersen  |

### 1. etape
| Nexø - Rønne | kuperet etape | (178,6 km) |

| \| Etaperesultat \| Etaperesultat \| Etaperesultat \| Etaperesultat \| Etaperesultat \| \| Rytter \| Rytter \| Hold \| Tid \| \| \| ------------- \| ----------------------- \| ---------------------- \| ------------- \| ------------- \| \| 1. \| Mads Pedersen \| Lidl-Trek \| 4t 03' 45" \| \| \| 2. \| Lukáš Kubiš \| Unibet Tietema Rockets \| + 0" \| \| \| 3. \| Conrad Haugsted \| ColoQuick \| + 0" \| \| \| 4. \| Niklas Larsen \| BHS-PL Beton Bornholm \| + 0" \| \| \| 5. \| William Blume Levy \| Uno-X Mobility \| + 0" \| \| \| 6. \| Magnus Bak Klaris \| Airtox-Carl Ras \| + 0" \| \| \| 7. \| Julius Johansen \| Danmark \| + 0" \| \| \| 8. \| Mattias Skjelmose \| Lidl-Trek \| + 2" \| \| \| 9. \| Victor Vercouillie \| Team Flanders-Baloise \| + 5" \| \| \| 10. \| Henrik Breiner Pedersen \| Uno-X Mobility \| + 38" \| \| |                         |                        |            |
| |                         |                        |            |
| Kilder: ProCyclingStats Cycling Quotient |                         |                        |            |
| Etaperesultat |                         |                        |            |
| Rytter | Rytter                  | Hold                   | Tid        |
| 1. | Mads Pedersen           | Lidl-Trek              | 4t 03' 45" |
| 2. | Lukáš Kubiš             | Unibet Tietema Rockets | + 0"       |
| 3. | Conrad Haugsted         | ColoQuick              | + 0"       |
| 4. | Niklas Larsen           | BHS-PL Beton Bornholm  | + 0"       |
| 5. | William Blume Levy      | Uno-X Mobility         | + 0"       |
| 6. | Magnus Bak Klaris       | Airtox-Carl Ras        | + 0"       |
| 7. | Julius Johansen         | Danmark                | + 0"       |
| 8. | Mattias Skjelmose       | Lidl-Trek              | + 2"       |
| 9. | Victor Vercouillie      | Team Flanders-Baloise  | + 5"       |
| 10. | Henrik Breiner Pedersen | Uno-X Mobility         | + 38"      |

| \| Samlede stilling \| Samlede stilling \| Samlede stilling \| Samlede stilling \| Samlede stilling \| \| Rytter \| Rytter \| Hold \| Tid \| \| \| ---------------- \| ----------------------- \| ---------------------- \| ---------------- \| ---------------- \| \| 1. \| Mads Pedersen \| Lidl-Trek \| 4t 03' 35" \| \| \| 2. \| Lukáš Kubiš \| Unibet Tietema Rockets \| + 4" \| \| \| 3. \| Conrad Haugsted \| ColoQuick \| + 5" \| \| \| 4. \| Julius Johansen \| Danmark \| + 8" \| \| \| 5. \| Niklas Larsen \| BHS-PL Beton Bornholm \| + 10" \| \| \| 6. \| William Blume Levy \| Uno-X Mobility \| + 10" \| \| \| 7. \| Magnus Bak Klaris \| Airtox-Carl Ras \| + 10" \| \| \| 8. \| Mattias Skjelmose \| Lidl-Trek \| + 12" \| \| \| 9. \| Victor Vercouillie \| Team Flanders-Baloise \| + 15" \| \| \| 10. \| Henrik Breiner Pedersen \| Uno-X Mobility \| + 48" \| \| |                         |                        |            |
| |                         |                        |            |
| Kilder: ProCyclingStats Cycling Quotient |                         |                        |            |
| Samlede stilling |                         |                        |            |
| Rytter | Rytter                  | Hold                   | Tid        |
| 1. | Mads Pedersen           | Lidl-Trek              | 4t 03' 35" |
| 2. | Lukáš Kubiš             | Unibet Tietema Rockets | + 4"       |
| 3. | Conrad Haugsted         | ColoQuick              | + 5"       |
| 4. | Julius Johansen         | Danmark                | + 8"       |
| 5. | Niklas Larsen           | BHS-PL Beton Bornholm  | + 10"      |
| 6. | William Blume Levy      | Uno-X Mobility         | + 10"      |
| 7. | Magnus Bak Klaris       | Airtox-Carl Ras        | + 10"      |
| 8. | Mattias Skjelmose       | Lidl-Trek              | + 12"      |
| 9. | Victor Vercouillie      | Team Flanders-Baloise  | + 15"      |
| 10. | Henrik Breiner Pedersen | Uno-X Mobility         | + 48"      |

### 2. etape
| Rødovre - Bagsværd | flad etape | (110,64 km) |

| \| Etaperesultat \| Etaperesultat \| Etaperesultat \| Etaperesultat \| Etaperesultat \| \| Rytter \| Rytter \| Hold \| Tid \| \| \| ------------- \| ----------------------- \| -------------------------------- \| ------------- \| ------------- \| \| 1. \| Søren Wærenskjold \| Uno-X Mobility \| 2t 09' 12" \| \| \| 2. \| Steffen De Schuyteneer \| Lotto \| + 0" \| \| \| 3. \| Axel Zingle \| Team Visma \\| Lease a Bike \| + 0" \| \| \| 4. \| Jasper Philipsen \| Alpecin-Deceuninck \| + 0" \| \| \| 5. \| Nils Eekhoff \| Team Picnic-PostNL \| + 0" \| \| \| 6. \| Tom Crabbe \| Team Flanders-Baloise \| + 0" \| \| \| 7. \| Lukáš Kubiš \| Unibet Tietema Rockets \| + 0" \| \| \| 8. \| Stian Rosenlund Richter \| Airtox-Carl Ras \| + 0" \| \| \| 9. \| Mads Pedersen \| Lidl-Trek \| + 0" \| \| \| 10. \| Mads Landbo \| Team Give Steel-2M Cycling Elite \| + 0" \| \| |                         |                                  |            |
| |                         |                                  |            |
| Kilder: ProCyclingStats Cycling Quotient |                         |                                  |            |
| Etaperesultat |                         |                                  |            |
| Rytter | Rytter                  | Hold                             | Tid        |
| 1. | Søren Wærenskjold       | Uno-X Mobility                   | 2t 09' 12" |
| 2. | Steffen De Schuyteneer  | Lotto                            | + 0"       |
| 3. | Axel Zingle             | Team Visma \| Lease a Bike       | + 0"       |
| 4. | Jasper Philipsen        | Alpecin-Deceuninck               | + 0"       |
| 5. | Nils Eekhoff            | Team Picnic-PostNL               | + 0"       |
| 6. | Tom Crabbe              | Team Flanders-Baloise            | + 0"       |
| 7. | Lukáš Kubiš             | Unibet Tietema Rockets           | + 0"       |
| 8. | Stian Rosenlund Richter | Airtox-Carl Ras                  | + 0"       |
| 9. | Mads Pedersen           | Lidl-Trek                        | + 0"       |
| 10. | Mads Landbo             | Team Give Steel-2M Cycling Elite | + 0"       |

| \| Samlede stilling \| Samlede stilling \| Samlede stilling \| Samlede stilling \| Samlede stilling \| \| Rytter \| Rytter \| Hold \| Tid \| \| \| ---------------- \| ---------------------- \| -------------------------------- \| ---------------- \| ---------------- \| \| 1. \| Mads Pedersen \| Lidl-Trek \| 6t 12' 47" \| \| \| 2. \| Lukáš Kubiš \| Unibet Tietema Rockets \| + 4" \| \| \| 3. \| Conrad Haugsted \| ColoQuick \| + 5" \| \| \| 4. \| Niklas Larsen \| BHS-PL Beton Bornholm \| + 10" \| \| \| 5. \| William Blume Levy \| Uno-X Mobility \| + 10" \| \| \| 6. \| Victor Vercouillie \| Team Flanders-Baloise \| + 15" \| \| \| 7. \| Steffen De Schuyteneer \| Lotto \| + 42" \| \| \| 8. \| Axel Zingle \| Team Visma \\| Lease a Bike \| + 44" \| \| \| 9. \| Nils Eekhoff \| Team Picnic-PostNL \| + 48" \| \| \| 10. \| Mads Landbo \| Team Give Steel-2M Cycling Elite \| + 48" \| \| |                        |                                  |            |
| |                        |                                  |            |
| Kilder: ProCyclingStats Cycling Quotient |                        |                                  |            |
| Samlede stilling |                        |                                  |            |
| Rytter | Rytter                 | Hold                             | Tid        |
| 1. | Mads Pedersen          | Lidl-Trek                        | 6t 12' 47" |
| 2. | Lukáš Kubiš            | Unibet Tietema Rockets           | + 4"       |
| 3. | Conrad Haugsted        | ColoQuick                        | + 5"       |
| 4. | Niklas Larsen          | BHS-PL Beton Bornholm            | + 10"      |
| 5. | William Blume Levy     | Uno-X Mobility                   | + 10"      |
| 6. | Victor Vercouillie     | Team Flanders-Baloise            | + 15"      |
| 7. | Steffen De Schuyteneer | Lotto                            | + 42"      |
| 8. | Axel Zingle            | Team Visma \| Lease a Bike       | + 44"      |
| 9. | Nils Eekhoff           | Team Picnic-PostNL               | + 48"      |
| 10. | Mads Landbo            | Team Give Steel-2M Cycling Elite | + 48"      |

### 3. etape
| Kerteminde - Kerteminde | enkeltstart | (14,29 km) |

| \| Etaperesultat \| Etaperesultat \| Etaperesultat \| Etaperesultat \| Etaperesultat \| \| Rytter \| Rytter \| Hold \| Tid \| \| \| ------------- \| --------------------- \| -------------------------------- \| ------------- \| ------------- \| \| 1. \| Jakob Söderqvist \| Lidl-Trek \| 15' 28" \| \| \| 2. \| Alec Segaert \| Lotto \| + 5" \| \| \| 3. \| Mads Pedersen \| Lidl-Trek \| + 14" \| \| \| 4. \| Niklas Larsen \| BHS-PL Beton Bornholm \| + 14" \| \| \| 5. \| Johan Price-Pejtersen \| Alpecin-Deceuninck \| + 17" \| \| \| 6. \| Søren Wærenskjold \| Uno-X Mobility \| + 23" \| \| \| 7. \| Mattias Skjelmose \| Lidl-Trek \| + 24" \| \| \| 8. \| Søren Kragh Andersen \| Lidl-Trek \| + 26" \| \| \| 9. \| Mads Landbo \| Team Give Steel-2M Cycling Elite \| + 26" \| \| \| 10. \| Axel van der Tuuk \| Euskaltel-Euskadi \| + 32" \| \| |                       |                                  |         |
| |                       |                                  |         |
| Kilder: ProCyclingStats Cycling Quotient |                       |                                  |         |
| Etaperesultat |                       |                                  |         |
| Rytter | Rytter                | Hold                             | Tid     |
| 1. | Jakob Söderqvist      | Lidl-Trek                        | 15' 28" |
| 2. | Alec Segaert          | Lotto                            | + 5"    |
| 3. | Mads Pedersen         | Lidl-Trek                        | + 14"   |
| 4. | Niklas Larsen         | BHS-PL Beton Bornholm            | + 14"   |
| 5. | Johan Price-Pejtersen | Alpecin-Deceuninck               | + 17"   |
| 6. | Søren Wærenskjold     | Uno-X Mobility                   | + 23"   |
| 7. | Mattias Skjelmose     | Lidl-Trek                        | + 24"   |
| 8. | Søren Kragh Andersen  | Lidl-Trek                        | + 26"   |
| 9. | Mads Landbo           | Team Give Steel-2M Cycling Elite | + 26"   |
| 10. | Axel van der Tuuk     | Euskaltel-Euskadi                | + 32"   |

| \| Samlede stilling \| Samlede stilling \| Samlede stilling \| Samlede stilling \| Samlede stilling \| \| Rytter \| Rytter \| Hold \| Tid \| \| \| ---------------- \| -------------------- \| -------------------------------- \| ---------------- \| ---------------- \| \| 1. \| Mads Pedersen \| Lidl-Trek \| 6t 28' 29" \| \| \| 2. \| Niklas Larsen \| BHS-PL Beton Bornholm \| + 10" \| \| \| 3. \| Jakob Söderqvist \| Lidl-Trek \| + 34" \| \| \| 4. \| Lukáš Kubiš \| Unibet Tietema Rockets \| + 35" \| \| \| 5. \| Alec Segaert \| Lotto \| + 39" \| \| \| 6. \| Conrad Haugsted \| ColoQuick \| + 48" \| \| \| 7. \| William Blume Levy \| Uno-X Mobility \| + 59" \| \| \| 8. \| Søren Kragh Andersen \| Lidl-Trek \| + 1' 01" \| \| \| 9. \| Mads Landbo \| Team Give Steel-2M Cycling Elite \| + 1' 01" \| \| \| 10. \| Victor Vercouillie \| Team Flanders-Baloise \| + 1' 01" \| \| |                      |                                  |            |
| |                      |                                  |            |
| Kilder: ProCyclingStats Cycling Quotient |                      |                                  |            |
| Samlede stilling |                      |                                  |            |
| Rytter | Rytter               | Hold                             | Tid        |
| 1. | Mads Pedersen        | Lidl-Trek                        | 6t 28' 29" |
| 2. | Niklas Larsen        | BHS-PL Beton Bornholm            | + 10"      |
| 3. | Jakob Söderqvist     | Lidl-Trek                        | + 34"      |
| 4. | Lukáš Kubiš          | Unibet Tietema Rockets           | + 35"      |
| 5. | Alec Segaert         | Lotto                            | + 39"      |
| 6. | Conrad Haugsted      | ColoQuick                        | + 48"      |
| 7. | William Blume Levy   | Uno-X Mobility                   | + 59"      |
| 8. | Søren Kragh Andersen | Lidl-Trek                        | + 1' 01"   |
| 9. | Mads Landbo          | Team Give Steel-2M Cycling Elite | + 1' 01"   |
| 10. | Victor Vercouillie   | Team Flanders-Baloise            | + 1' 01"   |

### 4. etape
| Svendborg - Vejle | kuperet etape | (227,25 km) |

| \| Etaperesultat \| Etaperesultat \| Etaperesultat \| Etaperesultat \| Etaperesultat \| \| Rytter \| Rytter \| Hold \| Tid \| \| \| ------------- \| ---------------- \| -------------------------------------- \| ------------- \| ------------- \| \| 1. \| Mads Pedersen \| Lidl-Trek \| 5t 12' 26" \| \| \| 2. \| Tibor Del Grosso \| Alpecin-Deceuninck \| + 31" \| \| \| 3. \| Antoine L'Hote \| Decathlon AG2R La Mondiale Development \| + 32" \| \| \| 4. \| Morten Nørtoft \| ColoQuick \| + 32" \| \| \| 5. \| Matyáš Kopecký \| Team Novo Nordisk \| + 32" \| \| \| 6. \| Anders Foldager \| Danmark \| + 32" \| \| \| 7. \| Lukáš Kubiš \| Unibet Tietema Rockets \| + 32" \| \| \| 8. \| Dylan van Baarle \| Team Visma \\| Lease a Bike \| + 35" \| \| \| 9. \| Jakob Söderqvist \| Lidl-Trek \| + 35" \| \| \| 10. \| Niklas Larsen \| BHS-PL Beton Bornholm \| + 35" \| \| |                  |                                        |            |
| |                  |                                        |            |
| Kilder: ProCyclingStats Cycling Quotient |                  |                                        |            |
| Etaperesultat |                  |                                        |            |
| Rytter | Rytter           | Hold                                   | Tid        |
| 1. | Mads Pedersen    | Lidl-Trek                              | 5t 12' 26" |
| 2. | Tibor Del Grosso | Alpecin-Deceuninck                     | + 31"      |
| 3. | Antoine L'Hote   | Decathlon AG2R La Mondiale Development | + 32"      |
| 4. | Morten Nørtoft   | ColoQuick                              | + 32"      |
| 5. | Matyáš Kopecký   | Team Novo Nordisk                      | + 32"      |
| 6. | Anders Foldager  | Danmark                                | + 32"      |
| 7. | Lukáš Kubiš      | Unibet Tietema Rockets                 | + 32"      |
| 8. | Dylan van Baarle | Team Visma \| Lease a Bike             | + 35"      |
| 9. | Jakob Söderqvist | Lidl-Trek                              | + 35"      |
| 10. | Niklas Larsen    | BHS-PL Beton Bornholm                  | + 35"      |

| \| Samlede stilling \| Samlede stilling \| Samlede stilling \| Samlede stilling \| Samlede stilling \| \| Rytter \| Rytter \| Hold \| Tid \| \| \| ---------------- \| -------------------- \| -------------------------- \| ---------------- \| ---------------- \| \| 1. \| Mads Pedersen \| Lidl-Trek \| 11t 40' 42" \| \| \| 2. \| Niklas Larsen \| BHS-PL Beton Bornholm \| + 58" \| \| \| 3. \| Lukáš Kubiš \| Unibet Tietema Rockets \| + 1' 18" \| \| \| 4. \| Jakob Söderqvist \| Lidl-Trek \| + 1' 22" \| \| \| 5. \| Alec Segaert \| Lotto \| + 1' 27" \| \| \| 6. \| Søren Kragh Andersen \| Lidl-Trek \| + 1' 49" \| \| \| 7. \| Axel van der Tuuk \| Euskaltel-Euskadi \| + 1' 55" \| \| \| 8. \| Mattias Skjelmose \| Lidl-Trek \| + 1' 59" \| \| \| 9. \| Tibor Del Grosso \| Alpecin-Deceuninck \| + 2' 04" \| \| \| 10. \| Dylan van Baarle \| Team Visma \\| Lease a Bike \| + 2' 06" \| \| |                      |                            |             |
| |                      |                            |             |
| Kilder: ProCyclingStats Cycling Quotient |                      |                            |             |
| Samlede stilling |                      |                            |             |
| Rytter | Rytter               | Hold                       | Tid         |
| 1. | Mads Pedersen        | Lidl-Trek                  | 11t 40' 42" |
| 2. | Niklas Larsen        | BHS-PL Beton Bornholm      | + 58"       |
| 3. | Lukáš Kubiš          | Unibet Tietema Rockets     | + 1' 18"    |
| 4. | Jakob Söderqvist     | Lidl-Trek                  | + 1' 22"    |
| 5. | Alec Segaert         | Lotto                      | + 1' 27"    |
| 6. | Søren Kragh Andersen | Lidl-Trek                  | + 1' 49"    |
| 7. | Axel van der Tuuk    | Euskaltel-Euskadi          | + 1' 55"    |
| 8. | Mattias Skjelmose    | Lidl-Trek                  | + 1' 59"    |
| 9. | Tibor Del Grosso     | Alpecin-Deceuninck         | + 2' 04"    |
| 10. | Dylan van Baarle     | Team Visma \| Lease a Bike | + 2' 06"    |

### 5. etape
| Hobro - Silkeborg | flad etape | (157,62 km) |

| \| Etaperesultat \| Etaperesultat \| Etaperesultat \| Etaperesultat \| Etaperesultat \| \| Rytter \| Rytter \| Hold \| Tid \| \| \| ------------- \| -------------------- \| -------------------------- \| ------------- \| ------------- \| \| 1. \| Mads Pedersen \| Lidl-Trek \| 3t 27' 44" \| \| \| 2. \| Axel Zingle \| Team Visma \\| Lease a Bike \| + 0" \| \| \| 3. \| Jakob Söderqvist \| Lidl-Trek \| + 0" \| \| \| 4. \| Matyáš Kopecký \| Team Novo Nordisk \| + 0" \| \| \| 5. \| Søren Kragh Andersen \| Lidl-Trek \| + 5" \| \| \| 6. \| Mattias Skjelmose \| Lidl-Trek \| + 22" \| \| \| 7. \| Milan Menten \| Lotto \| + 22" \| \| \| 8. \| Axel van der Tuuk \| Euskaltel-Euskadi \| + 22" \| \| \| 9. \| Mirco Maestri \| Team Polti VisitMalta \| + 22" \| \| \| 10. \| Carl-Frederik Bévort \| Uno-X Mobility \| + 22" \| \| |                      |                            |            |
| |                      |                            |            |
| Kilder: ProCyclingStats Cycling Quotient |                      |                            |            |
| Etaperesultat |                      |                            |            |
| Rytter | Rytter               | Hold                       | Tid        |
| 1. | Mads Pedersen        | Lidl-Trek                  | 3t 27' 44" |
| 2. | Axel Zingle          | Team Visma \| Lease a Bike | + 0"       |
| 3. | Jakob Söderqvist     | Lidl-Trek                  | + 0"       |
| 4. | Matyáš Kopecký       | Team Novo Nordisk          | + 0"       |
| 5. | Søren Kragh Andersen | Lidl-Trek                  | + 5"       |
| 6. | Mattias Skjelmose    | Lidl-Trek                  | + 22"      |
| 7. | Milan Menten         | Lotto                      | + 22"      |
| 8. | Axel van der Tuuk    | Euskaltel-Euskadi          | + 22"      |
| 9. | Mirco Maestri        | Team Polti VisitMalta      | + 22"      |
| 10. | Carl-Frederik Bévort | Uno-X Mobility             | + 22"      |

## Trøjernes fordeling gennem løbet
| Etape         | Vinder            | Førertrøjen   | Pointtrøjen   | Bakketrøjen ·       | Ungdomstrøjen ·  | Fightertrøjen      | Holdkonkurrencen · |
| ------------- | ----------------- | ------------- | ------------- | ------------------- | ---------------- | ------------------ | ------------------ |
| 1             | Mads Pedersen     | Mads Pedersen | Mads Pedersen | Conrad Haugsted     | Conrad Haugsted  | Julius Johansen    | Lidl-Trek          |
| 2             | Søren Wærenskjold | Mads Pedersen | Mads Pedersen | Conrad Haugsted     | Conrad Haugsted  | Matias Malmberg    | Lidl-Trek          |
| 3             | Jakob Söderqvist  | Mads Pedersen | Mads Pedersen | Conrad Haugsted     | Jakob Söderqvist | ”ikke uddelt”      | Lidl-Trek          |
| 4             | Mads Pedersen     | Mads Pedersen | Mads Pedersen | Matias Malmberg     | Jakob Söderqvist | Mads Würtz Schmidt | Lidl-Trek          |
| 5             | Mads Pedersen     | Mads Pedersen | Mads Pedersen | Marius Innhaug Dahl | Jakob Söderqvist | Mads Andersen      | Lidl-Trek          |
| Samlet vinder | Samlet vinder     | Mads Pedersen | Mads Pedersen | Marius Innhaug Dahl | Jakob Söderqvist | Mads Andersen      | Lidl-Trek          |

## Resultater

### Samlede stilling
| \| Samlede stilling \| Samlede stilling \| Samlede stilling \| Samlede stilling \| Samlede stilling \| \| Rytter \| Rytter \| Hold \| Tid \| \| \| ---------------- \| -------------------- \| ---------------------- \| ---------------- \| ---------------- \| \| 1. \| Mads Pedersen \| Lidl-Trek \| 15t 08' 16" \| \| \| 2. \| Jakob Söderqvist \| Lidl-Trek \| + 1' 28" \| \| \| 3. \| Niklas Larsen \| BHS-PL Beton Bornholm \| + 1' 30" \| \| \| 4. \| Lukáš Kubiš \| Unibet Tietema Rockets \| + 1' 50" \| \| \| 5. \| Alec Segaert \| Lotto \| + 1' 59" \| \| \| 6. \| Søren Kragh Andersen \| Lidl-Trek \| + 2' 04" \| \| \| 7. \| Axel van der Tuuk \| Euskaltel-Euskadi \| + 2' 27" \| \| \| 8. \| Mattias Skjelmose \| Lidl-Trek \| + 2' 31" \| \| \| 9. \| Matyáš Kopecký \| Team Novo Nordisk \| + 2' 34" \| \| \| 10. \| Tibor Del Grosso \| Alpecin-Deceuninck \| + 2' 36" \| \| |                      |                        |             |
| |                      |                        |             |
| Kilder: ProCyclingStats Cycling Quotient |                      |                        |             |
| Samlede stilling |                      |                        |             |
| Rytter | Rytter               | Hold                   | Tid         |
| 1. | Mads Pedersen        | Lidl-Trek              | 15t 08' 16" |
| 2. | Jakob Söderqvist     | Lidl-Trek              | + 1' 28"    |
| 3. | Niklas Larsen        | BHS-PL Beton Bornholm  | + 1' 30"    |
| 4. | Lukáš Kubiš          | Unibet Tietema Rockets | + 1' 50"    |
| 5. | Alec Segaert         | Lotto                  | + 1' 59"    |
| 6. | Søren Kragh Andersen | Lidl-Trek              | + 2' 04"    |
| 7. | Axel van der Tuuk    | Euskaltel-Euskadi      | + 2' 27"    |
| 8. | Mattias Skjelmose    | Lidl-Trek              | + 2' 31"    |
| 9. | Matyáš Kopecký       | Team Novo Nordisk      | + 2' 34"    |
| 10. | Tibor Del Grosso     | Alpecin-Deceuninck     | + 2' 36"    |

### Pointkonkurrencen
| Pointkonkurrence | Pointkonkurrence       | Pointkonkurrence           | Pointkonkurrence | Pointkonkurrence |
| Rytter           | Rytter                 | Hold                       | Point            |                  |
| ---------------- | ---------------------- | -------------------------- | ---------------- | ---------------- |
| 1.               | Mads Pedersen          | Lidl-Trek                  | 54 point         |                  |
| 2.               | Lukáš Kubiš            | Unibet Tietema Rockets     | 27 point         |                  |
| 3.               | Axel Zingle            | Team Visma \| Lease a Bike | 23 point         |                  |
| 4.               | Matyáš Kopecký         | Team Novo Nordisk          | 19 point         |                  |
| 5.               | Søren Wærenskjold      | Uno-X Mobility             | 15 point         |                  |
| 6.               | Jakob Söderqvist       | Lidl-Trek                  | 14 point         |                  |
| 7.               | Tibor Del Grosso       | Alpecin-Deceuninck         | 14 point         |                  |
| 8.               | Niklas Larsen          | BHS-PL Beton Bornholm      | 12 point         |                  |
| 9.               | Mattias Skjelmose      | Lidl-Trek                  | 12 point         |                  |
| 10.              | Steffen De Schuyteneer | Lotto                      | 12 point         |                  |

### Bakkekonkurrencen
| Bjergkonkurrence | Bjergkonkurrence        | Bjergkonkurrence                       | Bjergkonkurrence | Bjergkonkurrence |
| Rytter           | Rytter                  | Hold                                   | Point            |                  |
| ---------------- | ----------------------- | -------------------------------------- | ---------------- | ---------------- |
| 1.               | Marius Innhaug Dahl     | Decathlon AG2R La Mondiale Development | 70 point         |                  |
| 2.               | Conrad Haugsted         | ColoQuick                              | 44 point         |                  |
| 3.               | Matias Malmberg         | Airtox-Carl Ras                        | 34 point         |                  |
| 4.               | Mads Würtz Schmidt      | Danmark                                | 26 point         |                  |
| 5.               | Daniel Weis             | Decathlon AG2R La Mondiale Development | 24 point         |                  |
| 6.               | Julius Johansen         | Danmark                                | 12 point         |                  |
| 7.               | Victor Vercouillie      | Team Flanders-Baloise                  | 12 point         |                  |
| 8.               | Filippo Ridolfo         | Team Novo Nordisk                      | 10 point         |                  |
| 9.               | Stian Rosenlund Richter | Airtox-Carl Ras                        | 8 point          |                  |
| 10.              | Emil Toudal             | ColoQuick                              | 8 point          |                  |

### Ungdomskonkurrencen
| Ungdomskonkurrence | Ungdomskonkurrence     | Ungdomskonkurrence                     | Ungdomskonkurrence | Ungdomskonkurrence |
| Rytter             | Rytter                 | Hold                                   | Tid                |                    |
| ------------------ | ---------------------- | -------------------------------------- | ------------------ | ------------------ |
| 1.                 | Jakob Söderqvist       | Lidl-Trek                              | 15t 09' 44"        |                    |
| 2.                 | Alec Segaert           | Lotto                                  | + 31"              |                    |
| 3.                 | Matyáš Kopecký         | Team Novo Nordisk                      | + 1' 06"           |                    |
| 4.                 | Tibor Del Grosso       | Alpecin-Deceuninck                     | + 1' 08"           |                    |
| 5.                 | Carl-Frederik Bévort   | Uno-X Mobility                         | + 1' 15"           |                    |
| 6.                 | Kasper Haugland        | Decathlon AG2R La Mondiale Development | + 1' 30"           |                    |
| 7.                 | Arthur Blaise          | Decathlon AG2R La Mondiale Development | + 1' 41"           |                    |
| 8.                 | Antoine L'Hote         | Decathlon AG2R La Mondiale Development | + 3' 39"           |                    |
| 9.                 | Steffen De Schuyteneer | Lotto                                  | + 7' 33"           |                    |
| 10.                | Pietro Mattio          | Team Visma \| Lease a Bike             | + 8' 38"           |                    |

### Holdkonkurrencen
| Holdkonkurrence | Holdkonkurrence                             | Holdkonkurrence | Holdkonkurrence |
| Hold            | Hold                                        | Tid             |                 |
| --------------- | ------------------------------------------- | --------------- | --------------- |
| 1.              | Lidl-Trek                                   | 45t 27' 42"     |                 |
| 2.              | Decathlon AG2R La Mondiale Development Team | + 5' 08"        |                 |
| 3.              | Unibet Tietema Rockets                      | + 5' 28"        |                 |
| 4.              | Danmark                                     | + 7' 41"        |                 |
| 5.              | Lotto                                       | + 8' 56"        |                 |
| 6.              | Team Flanders-Baloise                       | + 11' 55"       |                 |
| 7.              | Team Visma \| Lease a Bike                  | + 12' 59"       |                 |
| 8.              | Alpecin-Deceuninck                          | + 16' 07"       |                 |
| 9.              | ColoQuick                                   | + 16' 46"       |                 |
| 10.             | Euskaltel-Euskadi                           | + 18' 57"       |                 |

## Hold
| UCI WorldTeams (4)- Alpecin-Deceuninck - Lidl-Trek - Team Visma \| Lease a Bike - Team Picnic-PostNL UCI ProTeams (7)- Uno-X Mobility - Lotto - Team Novo Nordisk - Team Flanders-Baloise - Team Polti VisitMalta - Euskaltel-Euskadi - Unibet Tietema Rockets UCI Kontinentalhold (6)- Airtox-Carl Ras - BHS-PL Beton Bornholm - ColoQuick - Team Give Steel-2M Cycling Elite - Decathlon AG2R La Mondiale Development Team - BEAT Cycling Club Landshold- Danmark |
| |

### Startliste
| Lotto LOT                          | Lotto LOT                    | Lotto LOT |
| ---------------------------------- | ---------------------------- | --------- |
| Nr.                                | Rytter                       | Placering |
| 1                                  | Baptiste Veistroffer (FRA)   |           |
| 2                                  | Logan Currie (NZL)           |           |
| 3                                  | Steffen De Schuyteneer (BEL) |           |
| 4                                  | Joshua Giddings (GBR)        |           |
| 5                                  | Alec Segaert (BEL)           |           |
| 6                                  | Milan Menten (BEL)           |           |
| 7                                  | Jonas Gregaard (DEN)         |           |
| Sportsdirektør: Kurt Van De Wouwer |                              |           |

| Team Visma \| Lease a Bike TVL                  | Team Visma \| Lease a Bike TVL | Team Visma \| Lease a Bike TVL |
| ----------------------------------------------- | ------------------------------ | ------------------------------ |
| Nr.                                             | Rytter                         | Placering                      |
| 11                                              | Dylan van Baarle (NED)         |                                |
| 12                                              | Pietro Mattio (ITA)            |                                |
| 13                                              | Jed Smithson (GBR)             |                                |
| 14                                              | Loe van Belle (NED)            |                                |
| 15                                              | Julien Vermote (BEL)           |                                |
| 16                                              | Axel Zingle (FRA)              |                                |
| Sportsdirektør: Robby Cobbaert, Maarten Wynants |                                |                                |

| Lidl-Trek LTK                                    | Lidl-Trek LTK                         | Lidl-Trek LTK |
| ------------------------------------------------ | ------------------------------------- | ------------- |
| Nr.                                              | Rytter                                | Placering     |
| 21                                               | Mads Pedersen (DEN) (enkeltstart)     | 1.            |
| 22                                               | Ryan Gibbons (RSA)                    |               |
| 23                                               | Søren Kragh Andersen (DEN) (landevej) |               |
| 24                                               | Albert Withen Philipsen               |               |
| 25                                               | Mattias Skjelmose (DEN)               |               |
| 26                                               | Jakob Söderqvist (SWE) (enkeltstart)  |               |
| 27                                               | Martin Pedersen (DEN)                 |               |
| Sportsdirektør: Kim Andersen, Sebastian Andersen |                                       |               |

| Alpecin-Deceuninck ADC          | Alpecin-Deceuninck ADC      | Alpecin-Deceuninck ADC |
| ------------------------------- | --------------------------- | ---------------------- |
| Nr.                             | Rytter                      | Placering              |
| 31                              | Jasper Philipsen (BEL)      |                        |
| 32                              | Tibor Del Grosso (NED)      |                        |
| 33                              | Robbe Ghys (BEL)            |                        |
| 34                              | Jimmy Janssens (BEL)        |                        |
| 35                              | Johan Price-Pejtersen (DEN) |                        |
| 36                              | Noah Ramsay (CAN)           |                        |
| 37                              | Sente Sentjens (BEL)        |                        |
| Sportsdirektør: Gianni Meersman |                             |                        |

| Team Picnic-PostNL TPP                              | Team Picnic-PostNL TPP    | Team Picnic-PostNL TPP |
| --------------------------------------------------- | ------------------------- | ---------------------- |
| Nr.                                                 | Rytter                    | Placering              |
| 41                                                  | Fabio Jakobsen (NED)      | DNS-3                  |
| 42                                                  | Alexander Edmondson (AUS) |                        |
| 43                                                  | Nils Eekhoff (NED)        |                        |
| 44                                                  | Enzo Leijnse (NED)        |                        |
| 45                                                  | Christiaan van Rees (NED) |                        |
| 46                                                  | Mees Vlot (NED)           |                        |
| 47                                                  | Dillon Corkery (IRL)      | DNS-1                  |
| Sportsdirektør: Asbjørn Kragh Andersen, Rudie Kemna |                           |                        |

| Uno-X Mobility UXM                                                        | Uno-X Mobility UXM            | Uno-X Mobility UXM |
| ------------------------------------------------------------------------- | ----------------------------- | ------------------ |
| Nr.                                                                       | Rytter                        | Placering          |
| 51                                                                        | Magnus Cort (DEN)             | DNS-3              |
| 52                                                                        | Carl-Frederik Bévort (DEN)    |                    |
| 53                                                                        | Amund Grøndahl Jansen (NOR)   |                    |
| 54                                                                        | William Blume Levy (DEN)      |                    |
| 55                                                                        | Henrik Breiner Pedersen (DEN) | DNF-4              |
| 56                                                                        | Søren Wærenskjold (NOR)       |                    |
| 57                                                                        | Rasmus Bøgh Wallin (DEN)      |                    |
| Sportsdirektør: Christian Andersen, Jesper Bundgaard Vinkel, Emil Vinjebo |                               |                    |

| Team Polti VisitMalta PTV                      | Team Polti VisitMalta PTV | Team Polti VisitMalta PTV |
| ---------------------------------------------- | ------------------------- | ------------------------- |
| Nr.                                            | Rytter                    | Placering                 |
| 61                                             | Giovanni Bortoluzzi (ITA) |                           |
| 62                                             | Aidan Buttigieg           |                           |
| 63                                             | Mirco Maestri (ITA)       |                           |
| 64                                             | Francisco Muñoz (ESP)     |                           |
| 65                                             | Manuel Peñalver (ESP)     |                           |
| 66                                             | Gabriele Raccagni (ITA)   |                           |
| 67                                             | Alessandro Tonelli (ITA)  |                           |
| Sportsdirektør: Orlando Maini, Giovanni Ellena |                           |                           |

| Unibet Tietema Rockets RKT  | Unibet Tietema Rockets RKT   | Unibet Tietema Rockets RKT |
| --------------------------- | ---------------------------- | -------------------------- |
| Nr.                         | Rytter                       | Placering                  |
| 71                          | Hartthijs de Vries (NED)     |                            |
| 72                          | Lukáš Kubiš (SVK) (landevej) |                            |
| 73                          | Zeb Kyffin (GBR)             |                            |
| 74                          | Joren Bloem (NED)            |                            |
| 75                          | Andreas Stokbro (DEN)        |                            |
| 76                          | Sebastian Nielsen (DEN)      |                            |
| 77                          | Adam Ťoupalík (CZE)          |                            |
| Sportsdirektør: Gaëtan Pons |                              |                            |

| Euskaltel-Euskadi EUS       | Euskaltel-Euskadi EUS    | Euskaltel-Euskadi EUS |
| --------------------------- | ------------------------ | --------------------- |
| Nr.                         | Rytter                   | Placering             |
| 81                          | Aitor Agirre Egaña (ESP) | DNF-1                 |
| 82                          | Txomin Juaristi (ESP)    |                       |
| 83                          | Jokin Murguialday (ESP)  |                       |
| 84                          | Louis Sutton (GBR)       | DNF-4                 |
| 85                          | Axel van der Tuuk (NED)  |                       |
| 86                          | Danny van der Tuuk (POL) |                       |
| 87                          | Unai Zubeldia (ESP)      |                       |
| Sportsdirektør: Rubén Pérez |                          |                       |

| Team Flanders-Baloise TFB                       | Team Flanders-Baloise TFB | Team Flanders-Baloise TFB |
| ----------------------------------------------- | ------------------------- | ------------------------- |
| Nr.                                             | Rytter                    | Placering                 |
| 91                                              | Tom Crabbe (BEL)          |                           |
| 92                                              | Alex Colman (BEL)         | DNF-4                     |
| 93                                              | Vincent Van Hemelen (BEL) |                           |
| 94                                              | Noah Vandenbranden (BEL)  |                           |
| 95                                              | Dylan Vandenstorme (BEL)  |                           |
| 96                                              | Ward Vanhoof (BEL)        |                           |
| 97                                              | Victor Vercouillie (BEL)  |                           |
| Sportsdirektør: Andy Missotten, Kenny De Ketele |                           |                           |

| Danmark DEN                                     | Danmark DEN        | Danmark DEN |
| ----------------------------------------------- | ------------------ | ----------- |
| Nr.                                             | Rytter             | Placering   |
| 101                                             | Jakob Fuglsang     |             |
| 102                                             | Anders Foldager    |             |
| 103                                             | Theodor Clemmensen | DNF-2       |
| 104                                             | Julius Johansen    |             |
| 105                                             | Mads Würtz Schmidt |             |
| 106                                             | Robin Juel Skivild |             |
| 107                                             | Gustav Wang        |             |
| Sportsdirektør: Michael Mørkøv, Michael Berling |                    |             |

| BHS-PL Beton Bornholm BPC                                              | BHS-PL Beton Bornholm BPC     | BHS-PL Beton Bornholm BPC |
| ---------------------------------------------------------------------- | ----------------------------- | ------------------------- |
| Nr.                                                                    | Rytter                        | Placering                 |
| 111                                                                    | Andreas Aidel Brixen (DEN)    |                           |
| 112                                                                    | Marcus Sander Hansen (DEN)    |                           |
| 113                                                                    | Emil Schandorff Iwersen (DEN) |                           |
| 114                                                                    | Niklas Larsen (DEN)           |                           |
| 115                                                                    | Asger Røjbek Sørensen (DEN)   |                           |
| 116                                                                    | Daniel Stampe (DEN)           |                           |
| 117                                                                    | Boas Lysgaard (DEN)           |                           |
| Sportsdirektør: Christian Kofod Juul Andreasen, Jesper Kofod Andreasen |                               |                           |

| Decathlon AG2R La Mondiale Development DAD | Decathlon AG2R La Mondiale Development DAD | Decathlon AG2R La Mondiale Development DAD |
| ------------------------------------------ | ------------------------------------------ | ------------------------------------------ |
| Nr.                                        | Rytter                                     | Placering                                  |
| 121                                        | Arthur Blaise (FRA)                        |                                            |
| 122                                        | Louis Chaleil (FRA)                        |                                            |
| 123                                        | Marius Innhaug Dahl (NOR)                  |                                            |
| 124                                        | Kasper Haugland (NOR)                      |                                            |
| 125                                        | Antoine L'Hote (FRA)                       |                                            |
| 126                                        | Luis-Joe Lührs (GER)                       |                                            |
| 127                                        | Daniel Weis (DEN)                          |                                            |

| Airtox-Carl Ras GSH            | Airtox-Carl Ras GSH           | Airtox-Carl Ras GSH |
| ------------------------------ | ----------------------------- | ------------------- |
| Nr.                            | Rytter                        | Placering           |
| 131                            | Mads Andersen (DEN)           |                     |
| 132                            | Alexander Arnt Hansen (DEN)   |                     |
| 133                            | Magnus Bak Klaris (DEN)       | DNS-4               |
| 134                            | Lucas Toftemark               |                     |
| 135                            | Matias Malmberg (DEN)         |                     |
| 136                            | Nikolaj Mengel (DEN)          |                     |
| 137                            | Stian Rosenlund Richter (DEN) |                     |
| Sportsdirektør: Claus Pedersen |                               |                     |

| Team Novo Nordisk TNN                                 | Team Novo Nordisk TNN | Team Novo Nordisk TNN |
| ----------------------------------------------------- | --------------------- | --------------------- |
| Nr.                                                   | Rytter                | Placering             |
| 141                                                   | Matyáš Kopecký (CZE)  |                       |
| 142                                                   | David Lozano (ESP)    |                       |
| 143                                                   | Anton Muller (FRA)    |                       |
| 144                                                   | Andrea Peron (ITA)    |                       |
| 145                                                   | Antonio Polga (ITA)   |                       |
| 146                                                   | Filippo Ridolfo (ITA) |                       |
| 147                                                   | Bailey McDonald (AUS) |                       |
| Sportsdirektør: Gennadij Mikhajlov, Massimo Podenzana |                       |                       |

| ColoQuick TCQ                                                  | ColoQuick TCQ             | ColoQuick TCQ |
| -------------------------------------------------------------- | ------------------------- | ------------- |
| Nr.                                                            | Rytter                    | Placering     |
| 151                                                            | Morten Nørtoft (DEN)      |               |
| 152                                                            | Conrad Haugsted (DEN)     |               |
| 153                                                            | Otto Schultz Jølving      |               |
| 154                                                            | Anders Vos Sørensen (DEN) |               |
| 155                                                            | Tobias Svarre (DEN)       |               |
| 156                                                            | Emil Toudal (DEN)         |               |
| 157                                                            | Tore Troelsen (DEN)       | DNS-4         |
| Sportsdirektør: Anders Hardahl, Daniel Lyhne, Christian Moberg |                           |               |

| BEAT Cycling Club BCY            | BEAT Cycling Club BCY           | BEAT Cycling Club BCY |
| -------------------------------- | ------------------------------- | --------------------- |
| Nr.                              | Rytter                          | Placering             |
| 161                              | Lars Loohuis (NED)              | DNF-1                 |
| 162                              | Bram Dissel (NED)               |                       |
| 163                              | Jochem Kerckhaert (NED)         |                       |
| 164                              | Marijn Maas (NED)               |                       |
| 165                              | Mārtiņš Pluto (LAT)             |                       |
| 166                              | Daan van Sintmaartensdijk (NED) |                       |
| 167                              | Hidde van Veenendaal (NED)      |                       |
| Sportsdirektør: Martijn Maaskant |                                 |                       |

| Team Give Steel-2M Cycling Elite TMC              | Team Give Steel-2M Cycling Elite TMC | Team Give Steel-2M Cycling Elite TMC |
| ------------------------------------------------- | ------------------------------------ | ------------------------------------ |
| Nr.                                               | Rytter                               | Placering                            |
| 171                                               | Oscar Bluhm (DEN)                    | DNS-3                                |
| 172                                               | Gustav Frederik Dahl (DEN)           |                                      |
| 173                                               | Benjamin Hertz (DEN)                 |                                      |
| 174                                               | Mads Landbo (DEN)                    |                                      |
| 175                                               | Magnus Machholdt                     |                                      |
| 176                                               | Rasmus Bisgaard                      |                                      |
| 177                                               | Oskar Winkler (DEN)                  |                                      |
| Sportsdirektør: Steen Bluhm, Martin Flindt Møller |                                      |                                      |

| Lotto LOT                          | Lotto LOT                    | Lotto LOT |
| ---------------------------------- | ---------------------------- | --------- |
| Nr.                                | Rytter                       | Placering |
| 1                                  | Baptiste Veistroffer (FRA)   |           |
| 2                                  | Logan Currie (NZL)           |           |
| 3                                  | Steffen De Schuyteneer (BEL) |           |
| 4                                  | Joshua Giddings (GBR)        |           |
| 5                                  | Alec Segaert (BEL)           |           |
| 6                                  | Milan Menten (BEL)           |           |
| 7                                  | Jonas Gregaard (DEN)         |           |
| Sportsdirektør: Kurt Van De Wouwer |                              |           |

| Team Visma \| Lease a Bike TVL                  | Team Visma \| Lease a Bike TVL | Team Visma \| Lease a Bike TVL |
| ----------------------------------------------- | ------------------------------ | ------------------------------ |
| Nr.                                             | Rytter                         | Placering                      |
| 11                                              | Dylan van Baarle (NED)         |                                |
| 12                                              | Pietro Mattio (ITA)            |                                |
| 13                                              | Jed Smithson (GBR)             |                                |
| 14                                              | Loe van Belle (NED)            |                                |
| 15                                              | Julien Vermote (BEL)           |                                |
| 16                                              | Axel Zingle (FRA)              |                                |
| Sportsdirektør: Robby Cobbaert, Maarten Wynants |                                |                                |

| Lidl-Trek LTK                                    | Lidl-Trek LTK                         | Lidl-Trek LTK |
| ------------------------------------------------ | ------------------------------------- | ------------- |
| Nr.                                              | Rytter                                | Placering     |
| 21                                               | Mads Pedersen (DEN) (enkeltstart)     | 1.            |
| 22                                               | Ryan Gibbons (RSA)                    |               |
| 23                                               | Søren Kragh Andersen (DEN) (landevej) |               |
| 24                                               | Albert Withen Philipsen               |               |
| 25                                               | Mattias Skjelmose (DEN)               |               |
| 26                                               | Jakob Söderqvist (SWE) (enkeltstart)  |               |
| 27                                               | Martin Pedersen (DEN)                 |               |
| Sportsdirektør: Kim Andersen, Sebastian Andersen |                                       |               |

| Alpecin-Deceuninck ADC          | Alpecin-Deceuninck ADC      | Alpecin-Deceuninck ADC |
| ------------------------------- | --------------------------- | ---------------------- |
| Nr.                             | Rytter                      | Placering              |
| 31                              | Jasper Philipsen (BEL)      |                        |
| 32                              | Tibor Del Grosso (NED)      |                        |
| 33                              | Robbe Ghys (BEL)            |                        |
| 34                              | Jimmy Janssens (BEL)        |                        |
| 35                              | Johan Price-Pejtersen (DEN) |                        |
| 36                              | Noah Ramsay (CAN)           |                        |
| 37                              | Sente Sentjens (BEL)        |                        |
| Sportsdirektør: Gianni Meersman |                             |                        |

| Team Picnic-PostNL TPP                              | Team Picnic-PostNL TPP    | Team Picnic-PostNL TPP |
| --------------------------------------------------- | ------------------------- | ---------------------- |
| Nr.                                                 | Rytter                    | Placering              |
| 41                                                  | Fabio Jakobsen (NED)      | DNS-3                  |
| 42                                                  | Alexander Edmondson (AUS) |                        |
| 43                                                  | Nils Eekhoff (NED)        |                        |
| 44                                                  | Enzo Leijnse (NED)        |                        |
| 45                                                  | Christiaan van Rees (NED) |                        |
| 46                                                  | Mees Vlot (NED)           |                        |
| 47                                                  | Dillon Corkery (IRL)      | DNS-1                  |
| Sportsdirektør: Asbjørn Kragh Andersen, Rudie Kemna |                           |                        |

| Uno-X Mobility UXM                                                        | Uno-X Mobility UXM            | Uno-X Mobility UXM |
| ------------------------------------------------------------------------- | ----------------------------- | ------------------ |
| Nr.                                                                       | Rytter                        | Placering          |
| 51                                                                        | Magnus Cort (DEN)             | DNS-3              |
| 52                                                                        | Carl-Frederik Bévort (DEN)    |                    |
| 53                                                                        | Amund Grøndahl Jansen (NOR)   |                    |
| 54                                                                        | William Blume Levy (DEN)      |                    |
| 55                                                                        | Henrik Breiner Pedersen (DEN) | DNF-4              |
| 56                                                                        | Søren Wærenskjold (NOR)       |                    |
| 57                                                                        | Rasmus Bøgh Wallin (DEN)      |                    |
| Sportsdirektør: Christian Andersen, Jesper Bundgaard Vinkel, Emil Vinjebo |                               |                    |

| Team Polti VisitMalta PTV                      | Team Polti VisitMalta PTV | Team Polti VisitMalta PTV |
| ---------------------------------------------- | ------------------------- | ------------------------- |
| Nr.                                            | Rytter                    | Placering                 |
| 61                                             | Giovanni Bortoluzzi (ITA) |                           |
| 62                                             | Aidan Buttigieg           |                           |
| 63                                             | Mirco Maestri (ITA)       |                           |
| 64                                             | Francisco Muñoz (ESP)     |                           |
| 65                                             | Manuel Peñalver (ESP)     |                           |
| 66                                             | Gabriele Raccagni (ITA)   |                           |
| 67                                             | Alessandro Tonelli (ITA)  |                           |
| Sportsdirektør: Orlando Maini, Giovanni Ellena |                           |                           |

| Unibet Tietema Rockets RKT  | Unibet Tietema Rockets RKT   | Unibet Tietema Rockets RKT |
| --------------------------- | ---------------------------- | -------------------------- |
| Nr.                         | Rytter                       | Placering                  |
| 71                          | Hartthijs de Vries (NED)     |                            |
| 72                          | Lukáš Kubiš (SVK) (landevej) |                            |
| 73                          | Zeb Kyffin (GBR)             |                            |
| 74                          | Joren Bloem (NED)            |                            |
| 75                          | Andreas Stokbro (DEN)        |                            |
| 76                          | Sebastian Nielsen (DEN)      |                            |
| 77                          | Adam Ťoupalík (CZE)          |                            |
| Sportsdirektør: Gaëtan Pons |                              |                            |

| Euskaltel-Euskadi EUS       | Euskaltel-Euskadi EUS    | Euskaltel-Euskadi EUS |
| --------------------------- | ------------------------ | --------------------- |
| Nr.                         | Rytter                   | Placering             |
| 81                          | Aitor Agirre Egaña (ESP) | DNF-1                 |
| 82                          | Txomin Juaristi (ESP)    |                       |
| 83                          | Jokin Murguialday (ESP)  |                       |
| 84                          | Louis Sutton (GBR)       | DNF-4                 |
| 85                          | Axel van der Tuuk (NED)  |                       |
| 86                          | Danny van der Tuuk (POL) |                       |
| 87                          | Unai Zubeldia (ESP)      |                       |
| Sportsdirektør: Rubén Pérez |                          |                       |

| Team Flanders-Baloise TFB                       | Team Flanders-Baloise TFB | Team Flanders-Baloise TFB |
| ----------------------------------------------- | ------------------------- | ------------------------- |
| Nr.                                             | Rytter                    | Placering                 |
| 91                                              | Tom Crabbe (BEL)          |                           |
| 92                                              | Alex Colman (BEL)         | DNF-4                     |
| 93                                              | Vincent Van Hemelen (BEL) |                           |
| 94                                              | Noah Vandenbranden (BEL)  |                           |
| 95                                              | Dylan Vandenstorme (BEL)  |                           |
| 96                                              | Ward Vanhoof (BEL)        |                           |
| 97                                              | Victor Vercouillie (BEL)  |                           |
| Sportsdirektør: Andy Missotten, Kenny De Ketele |                           |                           |

| Danmark DEN                                     | Danmark DEN        | Danmark DEN |
| ----------------------------------------------- | ------------------ | ----------- |
| Nr.                                             | Rytter             | Placering   |
| 101                                             | Jakob Fuglsang     |             |
| 102                                             | Anders Foldager    |             |
| 103                                             | Theodor Clemmensen | DNF-2       |
| 104                                             | Julius Johansen    |             |
| 105                                             | Mads Würtz Schmidt |             |
| 106                                             | Robin Juel Skivild |             |
| 107                                             | Gustav Wang        |             |
| Sportsdirektør: Michael Mørkøv, Michael Berling |                    |             |

| BHS-PL Beton Bornholm BPC                                              | BHS-PL Beton Bornholm BPC     | BHS-PL Beton Bornholm BPC |
| ---------------------------------------------------------------------- | ----------------------------- | ------------------------- |
| Nr.                                                                    | Rytter                        | Placering                 |
| 111                                                                    | Andreas Aidel Brixen (DEN)    |                           |
| 112                                                                    | Marcus Sander Hansen (DEN)    |                           |
| 113                                                                    | Emil Schandorff Iwersen (DEN) |                           |
| 114                                                                    | Niklas Larsen (DEN)           |                           |
| 115                                                                    | Asger Røjbek Sørensen (DEN)   |                           |
| 116                                                                    | Daniel Stampe (DEN)           |                           |
| 117                                                                    | Boas Lysgaard (DEN)           |                           |
| Sportsdirektør: Christian Kofod Juul Andreasen, Jesper Kofod Andreasen |                               |                           |

| Decathlon AG2R La Mondiale Development DAD | Decathlon AG2R La Mondiale Development DAD | Decathlon AG2R La Mondiale Development DAD |
| ------------------------------------------ | ------------------------------------------ | ------------------------------------------ |
| Nr.                                        | Rytter                                     | Placering                                  |
| 121                                        | Arthur Blaise (FRA)                        |                                            |
| 122                                        | Louis Chaleil (FRA)                        |                                            |
| 123                                        | Marius Innhaug Dahl (NOR)                  |                                            |
| 124                                        | Kasper Haugland (NOR)                      |                                            |
| 125                                        | Antoine L'Hote (FRA)                       |                                            |
| 126                                        | Luis-Joe Lührs (GER)                       |                                            |
| 127                                        | Daniel Weis (DEN)                          |                                            |

| Airtox-Carl Ras GSH            | Airtox-Carl Ras GSH           | Airtox-Carl Ras GSH |
| ------------------------------ | ----------------------------- | ------------------- |
| Nr.                            | Rytter                        | Placering           |
| 131                            | Mads Andersen (DEN)           |                     |
| 132                            | Alexander Arnt Hansen (DEN)   |                     |
| 133                            | Magnus Bak Klaris (DEN)       | DNS-4               |
| 134                            | Lucas Toftemark               |                     |
| 135                            | Matias Malmberg (DEN)         |                     |
| 136                            | Nikolaj Mengel (DEN)          |                     |
| 137                            | Stian Rosenlund Richter (DEN) |                     |
| Sportsdirektør: Claus Pedersen |                               |                     |

| Team Novo Nordisk TNN                                 | Team Novo Nordisk TNN | Team Novo Nordisk TNN |
| ----------------------------------------------------- | --------------------- | --------------------- |
| Nr.                                                   | Rytter                | Placering             |
| 141                                                   | Matyáš Kopecký (CZE)  |                       |
| 142                                                   | David Lozano (ESP)    |                       |
| 143                                                   | Anton Muller (FRA)    |                       |
| 144                                                   | Andrea Peron (ITA)    |                       |
| 145                                                   | Antonio Polga (ITA)   |                       |
| 146                                                   | Filippo Ridolfo (ITA) |                       |
| 147                                                   | Bailey McDonald (AUS) |                       |
| Sportsdirektør: Gennadij Mikhajlov, Massimo Podenzana |                       |                       |

| ColoQuick TCQ                                                  | ColoQuick TCQ             | ColoQuick TCQ |
| -------------------------------------------------------------- | ------------------------- | ------------- |
| Nr.                                                            | Rytter                    | Placering     |
| 151                                                            | Morten Nørtoft (DEN)      |               |
| 152                                                            | Conrad Haugsted (DEN)     |               |
| 153                                                            | Otto Schultz Jølving      |               |
| 154                                                            | Anders Vos Sørensen (DEN) |               |
| 155                                                            | Tobias Svarre (DEN)       |               |
| 156                                                            | Emil Toudal (DEN)         |               |
| 157                                                            | Tore Troelsen (DEN)       | DNS-4         |
| Sportsdirektør: Anders Hardahl, Daniel Lyhne, Christian Moberg |                           |               |

| BEAT Cycling Club BCY            | BEAT Cycling Club BCY           | BEAT Cycling Club BCY |
| -------------------------------- | ------------------------------- | --------------------- |
| Nr.                              | Rytter                          | Placering             |
| 161                              | Lars Loohuis (NED)              | DNF-1                 |
| 162                              | Bram Dissel (NED)               |                       |
| 163                              | Jochem Kerckhaert (NED)         |                       |
| 164                              | Marijn Maas (NED)               |                       |
| 165                              | Mārtiņš Pluto (LAT)             |                       |
| 166                              | Daan van Sintmaartensdijk (NED) |                       |
| 167                              | Hidde van Veenendaal (NED)      |                       |
| Sportsdirektør: Martijn Maaskant |                                 |                       |

| Team Give Steel-2M Cycling Elite TMC              | Team Give Steel-2M Cycling Elite TMC | Team Give Steel-2M Cycling Elite TMC |
| ------------------------------------------------- | ------------------------------------ | ------------------------------------ |
| Nr.                                               | Rytter                               | Placering                            |
| 171                                               | Oscar Bluhm (DEN)                    | DNS-3                                |
| 172                                               | Gustav Frederik Dahl (DEN)           |                                      |
| 173                                               | Benjamin Hertz (DEN)                 |                                      |
| 174                                               | Mads Landbo (DEN)                    |                                      |
| 175                                               | Magnus Machholdt                     |                                      |
| 176                                               | Rasmus Bisgaard                      |                                      |
| 177                                               | Oskar Winkler (DEN)                  |                                      |
| Sportsdirektør: Steen Bluhm, Martin Flindt Møller |                                      |                                      |